# Patrick Heusinger
Patrick Heusinger (Jacksonville, 14 februari 1981) is een Amerikaanse acteur.
Nadat Heusinger afgestudeerd was op de Juilliard School kreeg hij de rol van Lancelot in de nationale tour van Spamalot die hij speelde van 2006 tot 2008. Ook heeft hij als vervanger de rol van Fyedka in Fiddler on the Roof op Broadway gespeeld.
Hij maakt zijn filmdebuut in 2005 in Sweet Land waar hij de jonge Lars speelt. Hierna volgen enkele andere filmrollen. In 2008 maakt hij zijn televisiedebuut als Lord Marcus Beaton in Gossip Girl. Een jaar later heeft hij een gastrol in 30 Rock als Brian, een stagiair bij NBC.